# Мечеть Мохаббат-Хан
Мохаббат-Хан (урду مسجد مہابت خان) — сунітська мечеть у Пешаварі, найстаріша мечеть Пакистану. Названа на честь Мохаббата Хана Мірзи Лерхарзіби, який двічі був губернатором Пешавару.
Мечеть, побудована в XVII столітті, є прикладом архітектури Великих Моголів. Точна дата закінчення будівництва невідома, за деякими даними – 1670.
У червні 1898 під час великої пожежі в Пешаварі мечеть спалахнула, проте її змогли загасити.
У XX столітті будівлю відреставровано.
Має центральний відкритий двір та молитовну залу, над якою височіють три куполи. Фасад виконаний із білого мармуру.